# Maison-des-Champs
Maison-des-Champs è un comune francese di 41 abitanti situato nel dipartimento dell'Aube nella regione del Grand Est.

## Società

### Evoluzione demografica
Abitanti censiti